# Smrk ztepilý

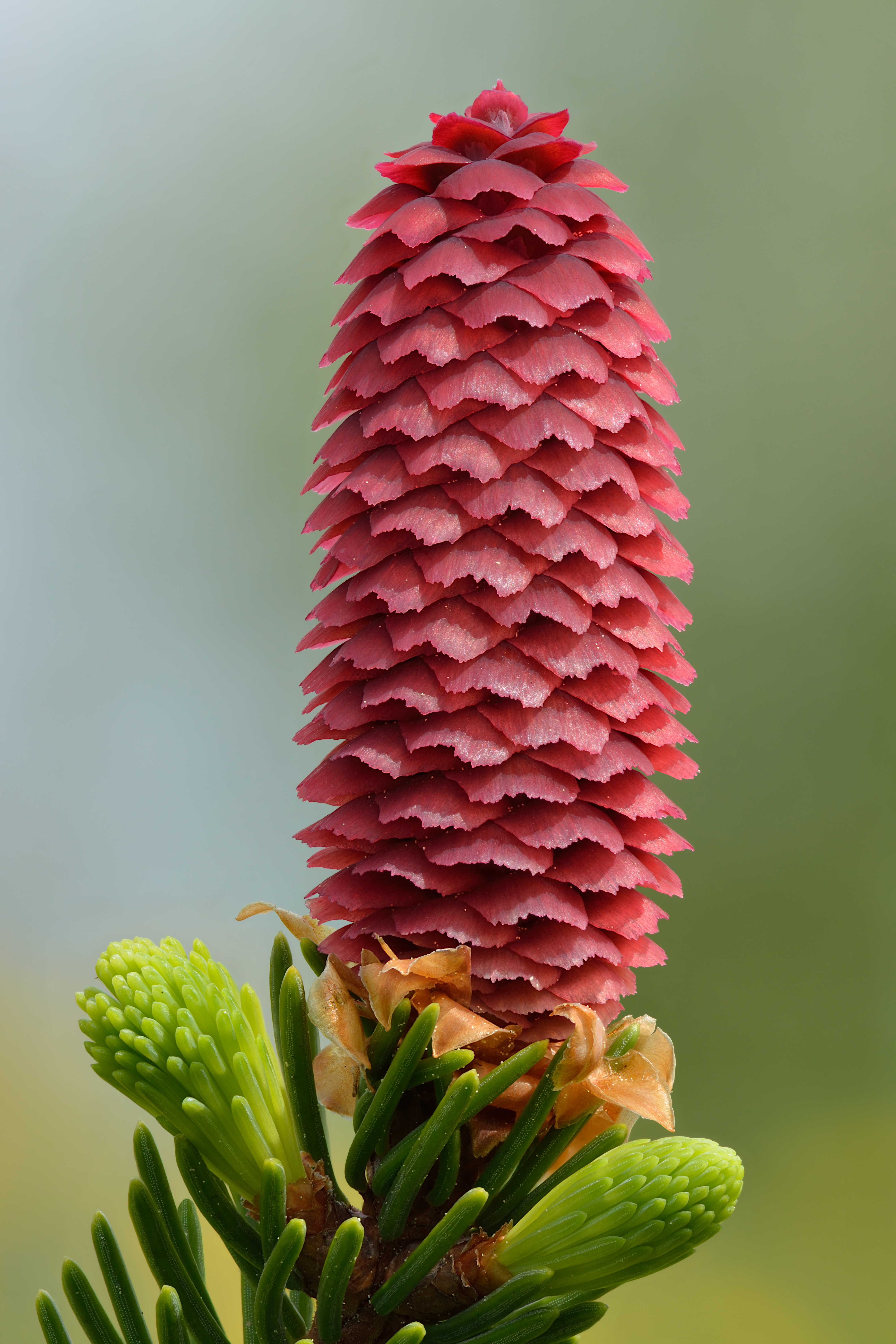

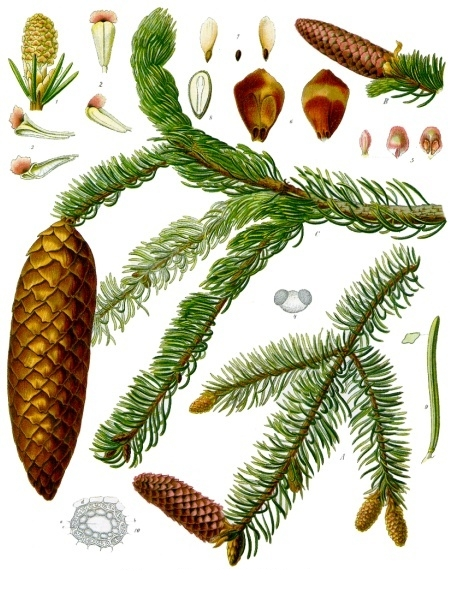
smrk ztepilý

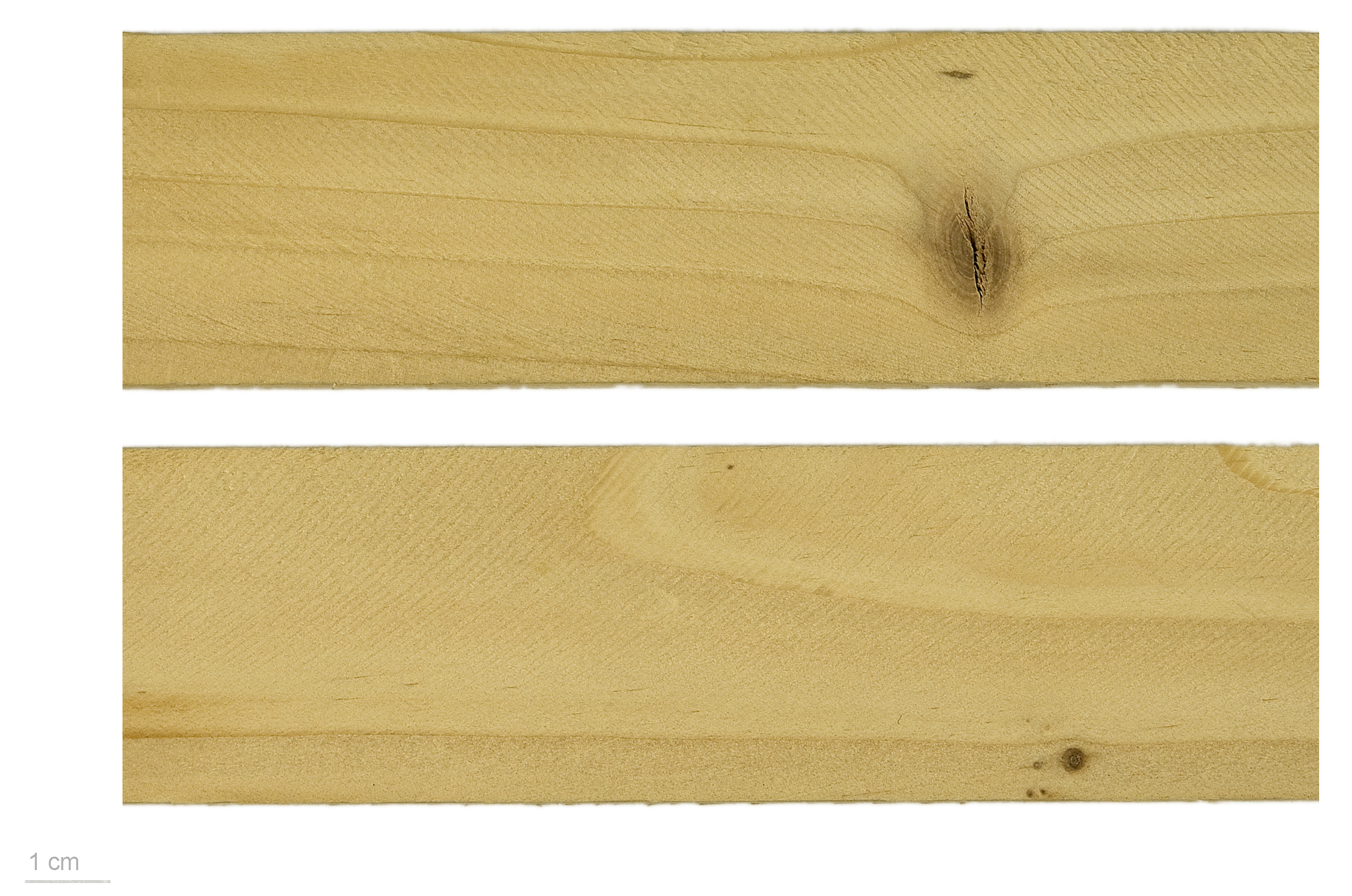
Picea abies

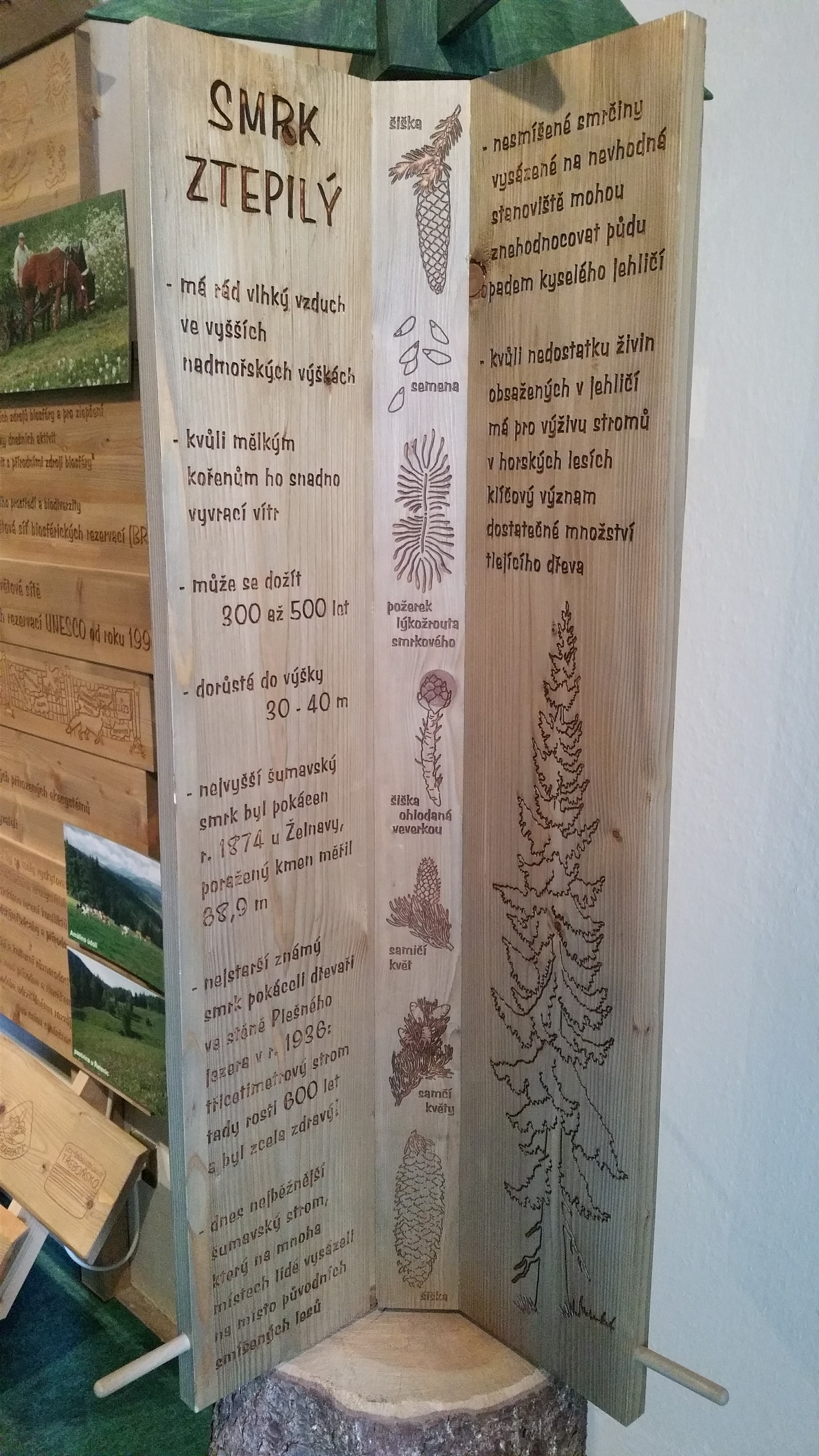
Informační tabule o smrku ztepilém v expozici šumavské přírody v Muzeu Vimperska

Smrk ztepilý (Picea abies) je statný stálezelený jehličnatý strom, který byl původně rozšířen ve střední a jihovýchodní Evropě (od Alp po Balkán), kde tvořil spolu s dalšími dřevinami horské a podhorské lesy. V nižších polohách byl smrk přirozenou součástí porostů mokřin a rašelinišť nebo obsazoval kaňonovitá údolí s teplotní inverzí. Souvislé původní porosty se nacházely v severní a severovýchodní Evropě, kde sahaly od Norska přes Polsko až na východ po Bělorusko a horní Povolží. Smrk (Picea abies) je jednou z nejběžnějších a ekonomicky nejdůležitějších dřevin v severní a střední Evropě. To je dáno tím, že je smrk (v Česku již od poloviny 18. století, viz také článek Lesnictví) s oblibou vysazován v hospodářských lesích. Díky dobrým produkčním vlastnostem umožnilo jeho zavádění lesníkům významně zvýšit produkci dříví. Ovšem plošné zavádění smrkových a borových porostů s nedostatečnou příměsí ostatních dřevin v kombinaci se slabou porostní výchovou, jednostranně zaměřenou na kvalitu dříví, vedlo v minulosti zároveň k rozsáhlým hmyzím kalamitám a nebývalému nárůstu větrných polomů nebo škodám mokrým sněhem. Jako okrasný strom je smrk pěstován ve vhodných klimatických podmínkách téměř po celém světě.

## Vzhled
Smrk ztepilý je statný stálezelený jehličnatý strom s rovným kmenem, který je v mládí pokrytý hladkou, světlehnědou kůrou, která se s přibývajícím věkem mění v šedohnědou až červenohnědou šupinovitou rozpukanou borku. Koruna je štíhle jehlancovitá, větve v ní vyrůstají v pravidelných přeslenech. Kořenový systém je plochý a mělký, bez hlavního kořene, lze jej dobře studovat na vyvrácených exemplářích. Dorůstá výšky až 50 m.
Jehlice jsou 10–25 mm dlouhé, 1 mm široké, na průřezu čtyřhranné a na konci zašpičatělé.
Rozmnožovací orgány jsou jako u ostatních nahosemenných rostlin šišticovité. Žluté samčí šištice vyrůstají v paždích jehlic na loňských větévkách, načervenalé samičí vyrůstají na konci letorostů v horních patrech koruny. Původně rostou směrem nahoru, ale ještě před opylením se mění na převislé (na rozdíl od šištic jedle bělokoré). Šišky jsou podlouhlé, nerozpadavé, s tuhými šupinami, dozrávají na podzim v prvním roce a po vysemenění opadávají v celku.

### Rozlišení smrku ztepilého a jedle bělokoré (Abies alba)
- větévka smrku zůstává po otrhání jehlic drsná, kdežto u jedle je hladká[7]
- zralé šištice smrku směřují dolů a otevírají se v suchu, kdežto u jedle směřují nahoru a rozpadají se
- jedle bělokorá, jak napovídá její druhový název, má světlejší borku
- smrk ztepilý má jehlice na obvodu celé větévky, kdežto u jedle jsou ve dvou postranních řadách[7]
- smrk ztepilý na rozdíl od jedle bělokoré nemá na rubu jehlic dva bílé proužky[7]

## Kultivace
Smrk ztepilý a jeho keřovité kultivary jsou vysazovány v parcích a zahradách jako okrasná rostlina. Smrk je pěstován v hospodářských lesích jako cenný zdroj dřeva. Často byl vysazován ve formě monokultury, ale od ní se pro její některé nepraktické vlastnosti (nízká akumulační schopnost srážek v ekologicky nevyzrálých společenstvech, náchylnost k polomům a škůdcům, zejména kůrovci v teplejších oblastech, atd.) již začíná ustupovat.

## Využití
Dřevo je hlavním produktem smrku. Využívá se v papírnictví, nábytkářství, stavitelství, v chemickém průmyslu, při vytápění atd. Jehličnatá pilařská kulatina patří spolu s vlákninou z hlediska dodávaného množství k nejdůležitějším sortimentům českého lesního hospodářství.Vzhledem k zastoupení smrku ve středoevropských lesích a jeho dobrým produkčním vlastnostem je tedy smrkové dříví nejběžněji používaným a obchodovaným stavebním dřívím v Česku.
Speciální využití nachází smrkové dřevo při výrobě hudebních nástrojů, zejména vrchních desek smyčcových (housle, violy atd.) a strunných (klasické a akustické kytary) nástrojů a rovněž klávesových nástrojů (klavír). Toto tzv. rezonanční dřevo podléhá značnému množství výběrových kritérií, jako je množství ročních přírůstků dřeva, rovnost vláken, fyzikálním vlastnostem (váha, pevnost aj.), estetickým kritériím ad.
Mladá rostlina do výšky 250 cm se využívá jako oblíbený vánoční stromek, zelené větvičky se používají jako samostatná dekorace nebo k vazbě věnců a kytic. Silice jsou využívány v léčitelství jako přísada do koupelí, při plicních chorobách a při revmatismu. Pryskyřice se dříve sbírala a využívala průmyslově.

## Synonyma
- Pinus abies Linné, 1753
- Picea rubra Hill., 1757
- Abies rubra (Hill.) A. Dietr., 1824
- Pinus excelsa Lam., 1779
- Abies excelsa (Lam.) Poiret, 1805
- Picea excelsa (Lam.) Link, 1841

## Poddruhy
- Picea abies subsp. abies
- Picea abies . alpestris (Brügger) A. et Gr., 1912 (syn. Abies excelsa subsp. alpestris Brügger, 1886; syn. Picea alpestris (Brügger) Stein, 1887), endemický v Alpách, údajný výskyt v Česku byl zpochybněn.

## Kultivary
Pro ozdobné účely bylo vypěstováno velké množství forem a kultivarů s různými vlastnostmi.
- 'Acrocona' zakrslý kultivar
- 'Aurea Magnifica'
- 'Barryi'
- 'Bohemica Pendula'
- 'Compacta'
- 'Cranstonii'
- 'Cupressina' úzký kompaktní kultivar
- 'Echiniformis'
- 'Ellwageriana'
- 'Fastigiata Fritsche'
- 'Formanek' plazivý, český kultivar
- 'Frohburg'
- 'Globosa'
- 'Holany'
- 'Humilis'
- 'Inversa' úzce sloupovitá forma s převislými větvemi
- 'Katka'
- 'Kuzák'
- 'Krňák'
- 'Liliput' zakrslý kultivar
- 'Little Gem' zakrslý kultivar
- 'Maxwelii' zakrslý kultivar
- 'Magnifica'
- 'Merkii'
- 'Mw Libverda'
- 'Nana' zakrslý kultivar
- 'Nidiformis' zakrslý kultivar, polštářovitě rostoucí,
- 'Ohlendorfii' 	zakrsle rostoucí kompaktní smrk do 2 m
- 'Onus'
- 'Pruhoniciana'
- 'Pumila'
- 'Pumila Poplze'
- 'Pusch'
- 'Pyramidalis Pendula'
- 'Remontii' 	zakrsle rostoucí kompaktní smrk do 2 m,
- 'Repens' nízký kultivar
- 'Rothenhaus'
- 'Skyland'
- 'Starý Smolivec WB'
- 'Tabuliformis'
- ´Thunbergii´
- 'Viminalis' silně převislý
- 'Virgata' bizarně rostoucí dlouhé, nevětvené větve, úzký strom
- 'Vitzeliana'
- 'Vletice WB'
- ´Wartburg´
- 'Wills Zwerg'
- 'Zahrádky'

## Památné a významné stromy
- Broumovské smrky v Hamerském údolí
- Broumovský smrk
- Chadtův smrk
- Jadružský smrk
- Jedle a smrky pod Strahovem
- Král smrků (Boubín)
- Král smrků (Mariánské Lázně)
- Královský smrk u Dolského mlýna
- Křížový smrk
- Nástupce krále
- Smrk – Troják v Lánech
- Smrk J. E. Chadta v Lysické oboře
- Smrk na Suchém Kameni
- Smrk nad kanálem
- Smrk pod Bukovou strání
- Smrk pod Sklářským vrchem
- Smrk u zámečku
- Smrk v údolí Kozolupského potoka
- Sychravův smrk – s obvodem 490 cm je od roku 2008 nejmohutnějším žijícím smrkem v Česku
- Vidlicový smrk
- Želnavský smrk – nejstarší známý a nejvyšší změřený smrk v Česku